# Ernst Avenarius
Johann Ernst Carl Friedrich Avenarius (* 15. Mai 1777 in Mühlhausen; † 6. Dezember 1846 in Koblenz-Ehrenbreitstein) war ein preußischer Landrat.

## Leben und Herkunft
Ernst Avenarius war ein Sohn des Kriegsrats Johann Ludwig Avenarius und dessen Ehefrau Auguste Agnes, geborene Hertzog. Nach seiner Schulausbildung im Kloster Berge bei Magdeburg studierte er von 1796 bis 1797 in Halle. Ab Februar 1805 war er Obermagazinsrendant, ab 1806 Oberdivisionskommissär sowie ab 1809 Maire des Kantons Wolfhagen und Volkmarsen im Departement der Fulda. Im Jahr 1813 war er Feldzugsteilnehmer und von 1813 bis 1816 war er Soldat, zuletzt im Rang eines Kapitän 1. Klasse im 5. westfälischen Landwehr-Regiment in Höxter. Am 25. April 1817 wurde er per Allerhöchster Kabinettsorder (AKO) zum Landrat des Landkreises Daun ernannt. Nach 32 Dienstjahren wurde er am 1. Juni 1839 in die Rente verabschiedet.

## Familie
Ernst Avenarius war seit 1809 mit Elise, geborene Borheck (* 15. Januar 1790 in Göttingen; † 13. April 1869 in Trier), Tochter des Göttingener Universitätsprofessors Ludwig Borheck verheiratet.

## Publikationen
- Lehrbuch der practischen Landwirthschaft, bestimmt für kleine Landwirthe und Anfänger in diesem Gewerbe: Nebst einem Anhange über den Obstbau, Leipzig, Paris: Brockhaus & Avenarius, 1839. OCLC 51715221
- Sammlung derjenigen Allerhöchsten Kabinets-Ordres, die nicht in die Gesetz-Sammlung aufgenommen wurden, der Rescripte der Ministerien: aus den Jahren 1817 bis 1844, Leipzig, 1845. OCLC 475091513